# باشگاه بسکتبال زسکا مسکو
باشگاه بسکتبال زسکا مسکو (انگلیسی: PBC CSKA Moscow) یک تیم بسکتبال حرفه‌ای روسی مستقر در مسکو روسیه است. این باشگاه اغلب به عنوان «ارتش سرخ» شناخته می‌شود از باشگاه‌های پرطرفدار و پر افتخار بسکتبال اروپا و جهان به شمار می‌رود.